# Макет железной дороги
Макет железной дороги — это макет, воссоздающий объекты железной дороги в миниатюре. Макет может содержать модель железнодорожной станции, части перегона, подъездных путей, локомотивного или вагонного депо. Создание макетов железной дороги — предмет железнодорожного моделизма.
Все объекты на макете выполняются в одном типоразмере (за исключением случаев создания искусственной перспективы). Наиболее распространенный типоразмер – Н0: масштаб для моделей – 1:87 и ширина колеи – 16,5 мм. 
Модельные железные дороги, выполненные в крупных масштабах (обычно — 1:32 и крупнее) и расположенные вне зданий, относят не к макетам, а к садовым железным дорогам.

## Назначение

### Зрелищный макет
Это макет для показа какого-то участка дороги, станции, перегона. Движения на нем нет, он статичен. Такой макет обычно называют диорамой.

### Макет для движения
Этот макет предназначен для движения поездов, производства манёвров и т. д.
На таком макете пути образуют продуманную схему, по которой могут и должны двигаться составы, тепловозы, электровозы, электропоезда и т. д.

## Конфигурация
Структурной основой железнодорожного макета является подмакетник — рама, на которой крепятся части макета: рельеф, основания путей и зданий, приводные механизмы, электрическая проводка. К подмакетнику предъявляются такие основные требования:
- прочность — способность выдерживать вес закреплённых на подмакетнике конструкций и устойчивость к механическим воздействиям, в том числе случайным (толчки, удары);
- устойчивость — способность сохранять положение, в котором установлен макет, в том числе при толчках или облокачивании;
- постоянство геометрии и механических характеристик при изменении условий окружающей среды (температура, влажность воздуха) и с течением времени.

Дополнительные требования к подмакетнику:
- разборность на части, удобные для хранения и перевозки;
- обеспечение удобного доступа к частям макета для их обслуживания.

Можно выделить несколько основных конфигураций подмакетника, из которых складывается многообразие всех возможных конфигураций макета.

### Островной макет
Островной макет — это обособленный макет, свободно стоящий посреди помещения либо у стены. Небольшие островные макеты обычно имеют форму прямоугольника; более крупные могут иметь Г- или П-образную форму; очень большие макеты часто имеют сложную форму со множеством выступов и впадин.
Как правило, островные макеты имеют собственную подставку, с помощью которой подмакетник опирается на пол (небольшие макеты могут использовать в качестве основания обычный стол). Маленькие макеты могут быть выполнены в книжной полке или нише серванта. Некоторые миниатюрные макеты выполняются переносными, размещаясь внутри жёсткого чемодана или другой коробки.
Путевая схема островного макета обычно изобилует кривыми, которые необходимы, чтобы вписать более-менее длинный путь в ограниченные габариты подмакетника. Что, в свою очередь, ограничивает минимальную ширину подмакетника диаметром путевой петли (см. минимальный радиус кривой).

### Консольный макет
При консольной конструкции сравнительно узкий подмакетник крепится к стене помещения на консолях на манер полки. Консольный макет проходит вдоль одной или нескольких стен помещения, иногда опоясывая его целиком — в этом случае для прохода людей напротив дверных проёмов предусматривается либо убирающаяся (подъёмная, поворотная) часть подмакетника, либо лаз, позволяющий пройти под макетом пригнувшись.
Имея обычно довольно большую длину, подмакетник консольного макета выполняется, как правило, разъёмным.
Большая длина подмакетника позволяет реализовать на макете линейную путевую схему с протяжёнными прямыми участками, что позволяет сделать вид модельной железной дороги приближённым к прототипу. Для реализации на незамкнутом консольном макете замкнутой путевой схемы с непрерывным движением поездов на концах подмакетника (обычно в углах или нишах) устраиваются разворотные петли.
Проходящий вдоль стен консольный макет часто легче вписать в интерьер жилого помещения (особенно малогабаритного), чем островной. Помехой могут стать высокие предметы мебели (шкафы, серванты), однако часть пути можно пропустить либо по узкой полке за шкафом, либо сквозь нишу серванта, устроив в ней небольшую диораму.

### Модульный макет
Модульный макет железной дороги состоит из множества отдельных частей (модулей), стандартизированных для возможности универсального соединения друг с другом, как детали игры-конструктора. Модули, которые легко хранить и перевозить, позволяют устраивать общие мероприятия, в ходе которых из модулей, созданных многими моделистами, собирается большой модульный макет и устраивается одновременное движение множества поездов по нему. Большое количество участников и поездов вкупе со значительной длиной пути делают возможным воссоздание многих аспектов работы настоящей железной дороги, включая график движения поездов, работу поездного диспетчера, имитацию перевозки грузов и пассажиров.

## Путевая схема
От путевой схемы зависит восприятие макета, его работа. Но путевая схема выбирается исходя из пространства, отведеного под макет, предпочтений моделиста, количества поездов, типа работ(поездная, маневровая).

### Замкнутая путевая схема
Это круг или овал представляющий бесконечный путь. Эта схема очень похожа на игрушку, и для приближения к реальности её видоизменяют: прячут часть путей в туннель и.т.д
Этот вариант самый подходящий для начинающих моделистов, так как поезд сам катается по кругу сколько угодно.

### Линейная путевая схема
В этом случае пути не образуют замкнутого кольца. Путь идёт от одной станции до другой, описывая зигзаги. На конечных требуется перецепка локомотива.

### Примыкание пути
Этот вариант совмещает замкнутую и линейную схемы. Путь идет по кольцу, но от кольца ответвляется тупиковый путь.

### Маневровый макет
На макете, предназначенном для манёвров, воспроизводится часть станции или подъездные пути. Перегоны и движение поездов на таком макете либо отсутствуют вообще, либо имеется перегон, на котором в автоматическом режиме осуществляется движение поездов между видимой и скрытой станцией. Основное же внимание наблюдателя или занятие оператора сосредоточено на производстве манёвров: прицепке и отцепке вагонов от поездов, перемещение вагонов между станционными и подъездными путями, сортировка вагонов.